# FMA IA 63 Pampa
Die FMA IA 63 Pampa ist ein zweisitziges leichtes Kampf- und Trainer-Flugzeug der Fábrica Militar de Aviones (FMA) in Córdoba, Argentinien.

## Entwicklung
Ausgangspunkt der Entwicklung war eine Anweisung des Kommandeurs der Fuerza Aérea aus dem März 1977, die neben der Beschaffung eines neuen Trainers auch eine Stärkung der heimischen Luftfahrtindustrie vorsah. Eine Machbarkeitsstudie wurde ab 1979 durchgeführt und Anfang 1981 startete die offizielle Entwicklung. Nach Budgetkürzungen durch innenpolitischen Druck wurden ab Mitte 1983 zwei Zellen für Bruchtests und drei Prototypen gebaut. Die Flugtests begannen mit dem 45-minütigen Erstflug des ersten Prototyps EX-01 am 6. Oktober 1984 mit Genora Mario Sciola und Horacio Armando Orefice im Cockpit. Im Juni 1985 wurde der Prototyp auf Luftfahrtschau in Le Bourget präsentiert. Der zweite und dritte Prototyp nahm am 7. August 1985 und 25. März 1986 die Tests auf. Die Erprobung verlief ohne Probleme und so begann die erste Auslieferung an die IV. Luftbrigade, IV Brigada Aérea der Luftstreitkräfte Fuerza Aérea Argentina (FAA) in El Plumerillo im Frühjahr 1988. Die letzten Maschinen der Pampa I wurden 1992 ausgeliefert.
1995 übertrug die argentinische Regierung das Management der FMA an Lockheed-Martin, welche im Juni 2000 eine Weiterentwicklung zur AT-63 beschloss. Finanzielle Probleme Argentiniens führten dazu, dass das erste umgebaute Flugzeug erst am 25. Juni 2005 zum Erstflug startete. Die erste neue Pampa II folgte im Dezember 2007.
Im Jahr 2008 kündigte Argentinien die Wiederverstaatlichung von FMA an, die im März 2009 vollzogen wurde. Im September 2011 kündigte Argentiniens Verteidigungsminister an, 40 weitere mit Honeywell TFE731-40-N2-Triebwerken (21 % mehr Schub als das ursprüngliche TFE731-2C) ausgerüstete Pampa II zu beschaffen. Der Prototyp der Pampa III absolvierte am 18. August 2015 seinen Erstflug, gefolgt am 29. März 2016 vom ersten Serienexemplar. Argentinien hat 24 Millionen US-Dollar in das Programm investiert, 17 für die Entwicklung und 7 Millionen in die Fertigungsvorbereitung in das Werk Córdoba. Hinzu kommen die Kosten für die Fertigung der Luftfahrzeuge.
Drei Exemplare wurden Ende 2017 mit Zulauf für Ende 2018 bestellt, der Erstflug erfolgte am 21. September 2018. Im März 2019 wurden drei weitere Maschinen bestellt, deren Betreiber die 6. Jagdgruppe, Grupo 6 de Caza, in Tandil ist.

## Technik
Die IA 63 ist ein einstrahliger Schulterdecker mit konventionellem Leitwerk. Sie verfügt über ein druckbelüftetes Tandemcockpit mit 0/0-Schleudersitzen.
Das Flugzeug hat große Ähnlichkeit mit dem Alpha Jet. Die Firma Dornier in Friedrichshafen arbeitete im Unterauftrag (Auftragsentwicklung) mit der Alpha-Jet-Entwicklungsmannschaft vor Ort in Cordoba und in Friedrichshafen. Große Teile der Prototypenfertigung und auch der Erstflug mit erster Erprobung fanden bei Dornier in Oberpfaffenhofen statt. Im Gegensatz zum Alpha Jet hat das Flugzeug nur ein Triebwerk und einen geraden Flügel. Letzterer war jedoch ein modernes Design mit superkritischem DoA-7/DoA-8-Profil. Ansonsten wurde auf robuste Systeme und einfache Wartung Wert gelegt. Das dreiteilige einziehbare Bugradfahrwerk war jeweils einzeln bereift. Die zweiköpfige Besatzung ist hintereinander in einer großzügig verglasten Kabine auf SIII-S31A-63 Schleudersitzen mit Null-Null-Fähigkeiten untergebracht.

## Bau
Die FMA suchte mit dem Projekt Anschluss an den modernen Flugzeugbau und bot das Flugzeug auf dem Weltmarkt hauptsächlich als Trainer-/Schulflugzeug an, obwohl auch Unterstützungsaufgaben für Erdkampfaufgaben vorgesehen waren. Der Hersteller rechnete anfangs mit Aufträgen für 100 oder mehr Flugzeugen, Angebote an verschiedene Länder, darunter auch die USA in Kooperation mit der Fa. Ling-Temco-Vought (LTV), waren nicht von Erfolg gekrönt.

## Varianten

### Pampa I
Ursprungsversion mit dem TFE731-2-2N-Triebwerk, 1588 kg Schub. Höchstgeschwindigkeit 755 km/h in 7000 m Höhe.; 14 Exemplare gebaut für die FAA

### Pampa II
Version  mit TFE731-2C-Triebwerk mit 16,5 kN Schub, digitales Cockpit mit 2×2 Multifunction-Displays von Elbit Systems sowie HUD und verbessertem Missionscomputer, Waffenleitsystem und Avionik; optional dachte man auch an den Einbau von Radar, Radarwarnempfängern und Düppelwerfern. Diese Baureihe verfügt über fünf Aufhängepunkte für Außenlasten (Außentank, Bomben, Raketenbehälter oder Kanonenbehälter mit einer 30-mm-MK-Defa-Giat-554); sechs Exemplare neu gebaut plus 12 umgerüstete Pampa I.

### Pampa II-40
Aus der Pampa II entstand durch Umrüstung auf das Honeywell TFE731-40-2N-Triebwerk die um 20 % schubstärkere Pampa II-40. Hierdurch sanken auch die Betriebs- und Wartungskosten.

### Vought Pampa 2000
Der Prototyp (EX-01) wurde für das Joint Primary Aircraft Training System der US-Streitkräfte 1994, gemeinsam mit LTV, umgebaut. Bei dieser Maschine wurde das Cockpit stark überarbeitet und Änderungen am Fahrwerk und an weiteren Systemen vorgenommen. Der zweite der drei Prototypen stürzte am 31. August 1992 ab. Nach umfangreichen und erfolgreichen Tests durch amerikanisches Luftwaffen- und Marinepersonal im August 1994 entschieden sich die US-Streitkräfte 1995 jedoch für die Beechcraft T-6A.

### Pampa III
Die Pampa III ist mit stärkeren TFE731-40-Triebwerken mit 18,7 kN Schub und neuer digitaler Avionik der Firma Elbit ausgerüstet; insgesamt 40 geplant.

## Militärische Nutzer
- Argentinien

Fuerza Aérea Argentina: 26, 14 Pampa I, 18 Pampa II/II-40, 6 Pampa III
- Guatemala

Fuerza Aérea Guatemalteca: 0 Pampa III (Bestellung über zwei Exemplare im Jahr 2019 zwei Wochen nach Abschluss wieder storniert)

## Technische Daten
| Kenngröße             | Daten der FMA IA 63 Pampa                                                               |
| --------------------- | --------------------------------------------------------------------------------------- |
| Besatzung             | 2, Sitze hintereinander                                                                 |
| Länge                 | 10,93 m                                                                                 |
| Spannweite            | 9,69 m                                                                                  |
| Flügelfläche          | 15,63 m²                                                                                |
| Flügelstreckung       | 6,0                                                                                     |
| Höhe                  | 4,29 m                                                                                  |
| Spurweite             | 2,66 m                                                                                  |
| Radstand              | 4,42 m                                                                                  |
| Leermasse             | 2.627 kg (2.820 kg AT-63)                                                               |
| Startmasse            | 3.200 kg                                                                                |
| max. Startmasse       | 3.800 kg (5.000 kg mit Außenlast)                                                       |
| max. Kraftstoff       | 1.120 kg                                                                                |
| max. Außenlast        | 1.160 kg (1.900 kg AT-63)                                                               |
| Antrieb               | ein Garrett AiResearch TFE731-2-2N oder 731-2C Turbofan mit 15,57 (16,50) kN Standschub |
| Höchstgeschwindigkeit | 819 km/h / 400 kt (740 km/h in Meereshöhe)                                              |
| Marschgeschwindigkeit | 650 bis 740 km/h                                                                        |
| Normale Reichweite    | 1.500 km / 810 NM (360 km bei Luft-Boden und 4.860 kg)                                  |
| Steigrate             | 27 m/s / 90 ft/sec                                                                      |
| Landegeschwindigkeit  | 180 km/h / 99 kt                                                                        |
| Dienstgipfelhöhe      | 12.900 m / 42.300 ft                                                                    |
| Startrollstrecke      | 425 m (3.700 kg)                                                                        |
| Landerollstrecke      | 460 m (3.500 kg)                                                                        |
| Lastvielfache         | +6/−3 g                                                                                 |
| Lebensdauer           | 8.000 h                                                                                 |